# Khalifa Haftar

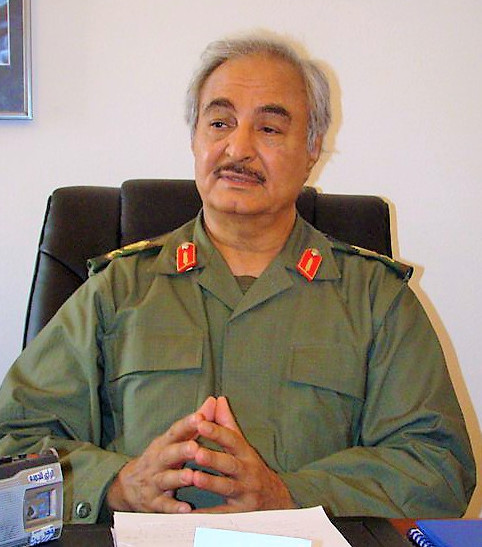
Khalifa Haftar

Khalifa Belqasim Haftar (Arabisch: خليفة بلقاسم حفتر) (Ajdabiya, 7 november 1943) is een Libische krijgsheer die met zijn strijdmacht een groot deel van Libië onder controle heeft. Hij steunt een schaduwregering die gevestigd is in Benghazi. Hij is nauw betrokken bij de politieke geschiedenis van Libië sinds het eind van de 20e eeuw.

## Carrière
In de jaren zestig diende hij in het leger onder kolonel Moammar al-Qadhafi. Hij nam deel aan de staatsgreep waarmee in 1969 Qadhafi de macht greep. In 1973 was hij de aanvoerder van de Libische troepen die tegen Israël vochten in de Jom Kipoer oorlog. Eind jaren tachtig was Haftar opperbevelhebber van het Libische leger. In 1986 brak er een oorlog uit met Tsjaad. Het Libische leger werd verslagen en teruggedreven. Haftar zelf werd met 700 manschappen krijgsgevangen genomen.
Door de nederlaag raakte Haftar uit de gratie bij Qadhafi. Tijdens zijn krijgsgevangenschap ontstonden er plannen om met een aantal officieren, en met steun van de Verenigde Staten, Qadhafi af te zetten. Qadhafi eiste de uitlevering van Haftar. Haftar en zijn medegevangenen weken uit naar Zaïre. Hier werden zij het land uitgezet en naar Kenia gestuurd. Met behulp van de CIA konden Khalifa Haftar en 300 van zijn mannen uitwijken naar de VS. Hier woonde hij tientallen jaren in Virginia en werd Amerikaans staatsburger.
In 1996 was Haftar leider van een opstand tegen Qadhafi, die echter mislukte. Tijdens de Arabische Lente in 2011, kort na Qadhafi's val, keerde Haftar naar Libië terug en probeerde opnieuw opperbevelhebber van het leger te worden. Toen dat mislukte keerde hij terug naar de VS.

### Tweede Libische Burgeroorlog
Het Algemene Nationale Congres (ANC) werd in juli 2012 gekozen, met de opdracht een grondwetgevende vergadering te vormen om de grondwet te schrijven, en kreeg een termijn van 18 maanden om dit doel te bereiken. In februari 2014 zette Haftar op tv zijn plan uiteen om de "natie te redden" en riep de Libiërs op om verzet te bieden tegen het gekozen parlement, het Algemeen Nationaal Congres (ANC), wiens mandaat toen nog geldig was. In mei 2014 lanceerde Haftar Operatie Waardigheid tegen militanten in Benghazi en het oosten. De militie van Haftar wordt betiteld als het Libische Nationale Leger (LNA).
Toen de deadline van 18 maanden verstreken was en de werkzaamheden aan de nieuwe grondwet nog aan de gang waren, werd het congres gedwongen verkiezingen te organiseren voor een nieuw parlement (de zogeheten Huis van Afgevaardigden). Op 25 juni 2014 gingen Libiërs naar de stembus voor de samenstelling van het Huis van Afgevaardigden. De verkiezingen vonden plaats onder bomaanslagen en moorden door extremistische groeperingen. Zo werden stembureaus in Derna, Kufra en Sabha gesloten vanwege veiligheidsredenen. Er waren verschillende gevallen van geweld op de dag van de verkiezingen, waarbij ten minste vijf mensen stierven in geweld tussen regeringstroepen en militanten in Benghazi. Ook mensenrechtenactiviste Salwa Bughaighis werd doodgeschoten op de dag van de verkiezingen. 
De opkomst was slechts 18%, tegenover de 60% bij de eerste post-Qaddafi verkiezingen van juli 2012. Dit was voor de Algemene Nationale Congres (GNC) reden om de verkiezingsuitslag niet te accepteren. De nieuwe leden van de Huis van Afgevaardigden vonden de verkiezingen echter wel acceptabel en verplaatsten het parlement naar de stad Tobroek, hoewel het Hooggerechtshof de verkiezingen ongeldig verklaarde. Dit leidde tot rivaliserende regeringen in Libië. In maart 2015 benoemde het Huis van Afgevaardigden Haftar tot commandant van de LNA.
Door de politieke kloof in het land ontstond een machtsvacuüm dat werd uitgebuit door extremistische groeperingen zoals de Al Qaida. Het maakte ook de weg vrij voor Islamitische Staat (IS) om een basis in Libië te vestigen van waaruit ze de beide regeringen van Tripoli en Tobroek aanvielen. De aanslagen van de extremisten was een zorg voor de rivaliserende regeringen en de internationale gemeenschap. Dit was voor de Verenigde Naties aanleiding om onderhandelingen te voeren tussen de rivaliserende facties, zodat een nieuwe regering het land als geheel kon regeren. Leden van het Huis van Afgevaardigden en het Algemene Nationale Congres (GNC) hebben op 17 december 2015 een door de Verenigde Naties gesteund politiek akkoord ondertekend. Volgens de overeenkomst werden een negen-koppige Raad van het Voorzitterschap en een interim-regering van Nationaal Akkoord gevormd. De gematigde Fayez al-Sarraj zou de regering leiden; het Huis van Afgevaardigden zou blijven bestaan als de wetgever en de GNC zou verdergaan als een adviesorgaan. Dit leidde tot de vorming van de door VN-erkende regering van Nationaal Akkoord (GNA) en werd goedgekeurd door de vijf permanente leden van de Veiligheidsraad met vetorecht: China, Frankrijk, Rusland, de Verenigde Staten en het Verenigd Koninkrijk. Hoewel het Huis van Afgevaardigden het plan eerder had gesteund, trok het zijn erkenning van GNA in door er in de zomer van 2016 tegen te stemmen en hun rivaal te worden voor het regeren van het land. Haftar ziet minister-president Al-Sarraj als de leider van een "terroristische organisatie die Tripoli in beslag heeft genomen".
Haftar verwierf met zijn troepen de controle over het oostelijk deel van Libië. De regering in Benghazi werd gesteund door onder meer Egypte, Saudi-Arabië, Verenigde Arabische Emiraten en ook de Russische Wagnergroep. De oproep van premier Al-Sarraj om verkiezingen te houden wordt stelselmatig verworpen door Haftar en het Huis van Afgevaardigden. In april 2019 begon Haftar met zijn troepen een offensief om ook Tripoli in te nemen.